# Ludvig G. Braathen
Ludvig Gustav Braathen, född 17 mars 1891 i Lier, nuvarande Drammens kommun, Norge, död 27 december 1976, var en norsk skeppsredare och luftfartsentreprenör, skapare och ägare av flygbolaget Braathens S.A.F.E.

## Biografi
Braathen växte upp som ett av sju syskon under enkla förhållanden i ett lantbrukarhem. Efter handelsutbildning i Drammen och senare Kristiania hade han anställningar i olika skeppsrederier innan han 1926 startade sitt eget rederi i Oslo. Rederirörelsen var mycket framgångsrik. År 1936 hade han en flotta på 56000 ton, och då hade han också betalat tillbaka de lån han hade tagit upp för att starta verksamheten.
Braathen var tidigt intresserad av kommersiell flygtrafik och såg möjligheten att utnyttja sina erfarenheter inom sjöfarten på detta område. År 1938 ansökte han om att få upprätta en flyglinje mellan Oslo och New York men fick avslag av norska myndigheter. År 1946 startade han sitt eget flygbolag, med namnet Braathens South-American and Far East Airtransport (SAFE) A/S, känt som Braathens SAFE.
Braathen såg från början främst den norska sjöfartens behov av flygtransport vid avlösning av besättningar och för reservdelar till fartyg i fjärran farvatten. Till Hongkong gick den första charterflygningen 1947, och trafiken till denna plats att det blev aktuellt att starta en reguljär flyglinje dit. Den etablerades 1949 med tre uppehåll för övernattning.
Denna flyglinje var mot arbeiderpartiregeringens politik att alla norska utrikes flyglinjer skulle förbehållas Det Norske Luftfartselskap, senare SAS. Frågan om förnyelse av Braathens trafiktillstånd för Hongkonglinjen blev en politisk stridsfråga, som avgjordes till Braathens nackdel, efter att regeringen begärt förtroendeomröstning. Linjen måste alltså nedläggas. Sista turen gick i mars 1954.
Mellan 1952 och 1962 samarbetade Braathens med det isländska flygbolaget Loftleiðir som var pionjär för lågprisflyg över Atlanten med mellanlandning på Island. Samarbetet upphörde när Loftleiðir flyttade sin europeiska huvuddestination från Skandinavien till Luxemburg.
Braathen kom sedan att utveckla sitt flygbolag i två riktningar -norskt inrikesflyg, där SAS hade demest inkomstbringande sträckningarna, och charterresor med turister till medelhavsländerna.
Braathen hade ett personligt förhållande till sina bolag och sina anställda. Han omtalade alltid sina verksamheter i jag-form: "Jag" beställer flygplan eller ansöker om trafiktillstånd. Han beskrivs som faderligt mån om sina anställda men också som krävande, ibland över gränsen till vad en senare tid uppfattat som rimligt.
Ludvig G. Braaten ledde sina företag  helt till sin död 1976 i 85 års ålder. De fortsattes sedan av medlemmar av familjen, som 2001 sålde flygbolaget till SAS. SAS använde Braathens-namnet i sin norska verksamhet fram till 2007, då denna fick namnet SAS Norge.

## Arvingar
Familjen äger genom arvingarna fortfarande holdingbolaget Braganza och dotterbolaget Braathens Aviation.